# Vince Grella
Vincenzo "Vince" Grella (Dandenong, 5 oktober 1979) is een Australisch voetballer van Italiaanse afkomst. Hij speelt sinds 2008 als verdedigende middenvelder bij het Engelse Blackburn Rovers.

## Clubvoetbal

### Australië
Grella speelde als jeugdvoetballer bij de lokale club Springvale City. In 1996 kreeg hij een plaats aangeboden bij het Australian Institute of Sport. Tijdens zijn jaar bij het AIS speelde Grella voor Canberra Cosmos. In 1997 tekende hij een contract bij Carlton SC, dat destijds uitkwam in de National Soccer League.

### Italië
Hoewel de Australiërs het bekendst zijn met het Engelse voetbal, was het voor Grella nooit een eerste wens om in Engeland te spelen. Als zoon van Italiaanse ouders was Italië zijn doel. In 1998 vertrok de middenvelder naar Italië, waar Grella een contract tekende bij Empoli FC uit de Serie B. In zijn eerste seizoen speelde hij slechts vijf competitiewedstrijden en een verhuurperiode van twee seizoenen bij Ternana Calcio volgde. Na zijn terugkeer bij Empoli FC werd Grella een vaste waarde en mede dankzij hem promoveerde Empoli FC na het seizoen 2001/2002 naar de Serie A. Hij speelde vervolgens twee jaar met de club in de hoogste Italiaanse divisie. Na de degradatie van Empoli FC in 2004 vertrok Grella naar AC Parma. Op 22 oktober 2005 scoorde hij tegen AC Fiorentina zijn eerste competitiedoelpunt voor AC Parma.
Zijn eerste seizoen bij deze club verliep dramatisch en AC Parma ontliep in het seizoen 2004/2005 ternauwernood degradatie. In de UEFA Cup presteerde Grella en AC Parma een stuk beter met een plaats in de halve finales. In het seizoen 2005/2006 speelde AC Parma een stuk beter in de Serie A en de club eindigde op de tiende plaats. Een jaar later behaalde Grella met de club een twaalfde plaats. Hoewel hij sinds 2006 aanvoerder was van AC Parma, vond Grella het in 2007 tijd voor een nieuwe uitdaging en hij verliet de club voor Torino FC. In 2008 werd hij gecontracteerd door Blackburn Rovers.

### Statistieken
| seizoen    | club             | land      | competitie             | wed. | goals |
| ---------- | ---------------- | --------- | ---------------------- | ---- | ----- |
| 1996/97    | Canberra Cosmos  | Australië | National Soccer League | 10   | 0     |
| 1997/98    | Carlton SC       | Australië | National Soccer League | 19   | 2     |
| 1998/99    | Carlton SC       | Australië | National Soccer League | 1    | 0     |
| 1998/99    | Empoli FC        | Italië    | Serie A                | 5    | 0     |
| 1999/00    | Ternana Calcio   | Italië    | Serie B                | 9    | 0     |
| 2000/01    | Ternana Calcio   | Italië    | Serie B                | 18   | 0     |
| 2001/02    | Empoli FC        | Italië    | Serie B                | 32   | 0     |
| 2002/03    | Empoli FC        | Italië    | Serie A                | 32   | 1     |
| 2003/04    | Empoli FC        | Italië    | Serie A                | 23   | 0     |
| 2004/05    | AC Parma         | Italië    | Serie A                | 23   | 0     |
| 2005/06    | AC Parma         | Italië    | Serie A                | 35   | 1     |
| 2006/07    | AC Parma         | Italië    | Serie A                | 26   | 1     |
| 2007/08    | Torino FC        | Italië    | Serie A                | 27   | 1     |
| 2008/09    | Blackburn Rovers | Engeland  | Premier League         | 1    | 0     |
| Bijgewerkt | 05-09-2008       |           |                        |      |       |

## Nationaal elftal
Grella speelde in 1999 met Australië op het WK Onder-20 in Nigeria. Een jaar later nam hij met de Olyroos, het Australisch Olympisch elftal, deel aan de Olympische Spelen 2000 van Sydney. Het voetbaltoernooi werd een enorme teleurstelling voor het gastland, aangezien Australië de drie groepswedstrijden allemaal verloor. Grella was basisspeler in de drie groepswedstrijden tegen Italië, Nigeria en Honduras.
Grella debuteerde in 2003 in het Australisch nationaal elftal in een oefenwedstrijd tegen Engeland. In 2005 miste hij de FIFA Confederations Cup omdat hij met AC Parma een promotie/degradatie-duel tegen Bologna FC moest spelen. Het duel werd uiteindelijk door AC Parma gewonnen.
Met de Socceroos plaatste Grella zich in november 2005 ten koste van Uruguay voor het WK 2006. Op het WK 2006 was hij een belangrijke schakel als verdedigende middenvelder bij Australië, dat uiteindelijk in de achtste finale door de latere wereldkampioen Italië werd uitgeschakeld. Grella was basisspeler in alle vier de WK-wedstrijden van de Socceroos. Alleen tegen Kroatië werd hij voortijdig naar de kant gehaald.
Op 13 november 2006 droeg Grella in een oefenwedstrijd tegen Ghana voor het eerst de aanvoerdersband van Australië. Hij behoorde tot de selectie voor de Azië Cup 2007, het eerste Aziatische toernooi waaraan Australië deelnam na de overstap van de OFC naar de AFC in januari 2007. De Azië Cup 2007 werd geen succes voor de Socceroos, die in de kwartfinale door Japan werden uitgeschakeld na strafschoppen. Grella kreeg in deze wedstrijd een dubieuze rode kaart na een luchtduel met Naohiro Takahara.
| jaar       | elftal                       | toernooi                     | wed. | goals |
| ---------- | ---------------------------- | ---------------------------- | ---- | ----- |
| 1999       | Australisch elftal           | Wereldkampioenschap Onder-20 | ?    | ?     |
| 2000       | Australisch Olympisch elftal | Olympische Spelen            | 3    | 0     |
| 2006       | Australisch elftal           | Wereldkampioenschap          | 4    | 0     |
| 2007       | Australisch elftal           | Azië Cup 2007                | 4    | 0     |
| Bijgewerkt | 28-08-2007                   |                              |      |       |

## Bresciano
Grella is zeer goed bevriend met Mark Bresciano. Hij en Bresciano kwamen voor het eerst met elkaar in contact tijdens de schoolvoetbaltoernooien van Melbourne in hun basisschoolperiode. Later zouden ze samenspelen bij het Australian Institute of Sport, Carlton SC, Empoli FC, AC Parma en de verschillende vertegenwoordigende elftallen van Australië. In juni 2005 was Bresciano de getuige van Grella toen deze trouwde met de Italiaanse Barbara. Grella beschreef Bresciano in 2005 als zelfs meer dan een broer.